# Marie-Louise Berneri

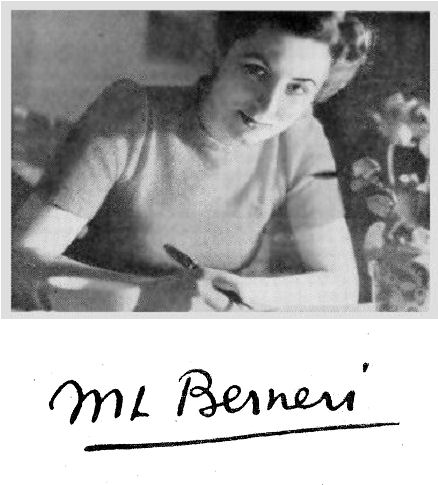
Marie-Louise Berneri

Marie-Louise Berneri, eigentlicher Name: Maria Luisa Berneri (* 1. März 1918 in Arezzo (Italien); † 13. April 1949 in London), war eine italienische Autorin, Redakteurin der War Commentary und Anarchistin. Gegen Ende des Spanischen Bürgerkrieges war sie aktiv bei der Organisation Relief, wo sie Waisen und Flüchtlingen Hilfe leistete.
Sie starb bereits im Alter von 31 Jahren im Wochenbett an einer Virusinfektion.

## Leben
Marie-Louise Berneri war die älteste Tochter von Camillo und Giovanna Berneri. Ihr Vater, ursprünglich ein Sozialist, war in den 1920er Jahren ein bekannter Aktivist in der italienischen anarchistischen Bewegung. Von Beruf Lehrer, weigerte sich Camillo Berneri den Forderungen der faschistischen Ideologie nachzugeben und ging 1926 mit seiner Familie nach Frankreich. In Paris wurde ihr Haus zu einem Treffpunkt antifaschistischer Aktivitäten. Marie-Louise Berneri studierte dort Mitte der 1930er Jahre an der Sorbonne Psychologie, änderte ihren Vornamen in Marie-Louise und engagierte sich in der anarchistischen Bewegung.
Ihr Vater wurde 1937 von Stalinisten in Barcelona erschossen. Ihre Mutter, aktiv in der antifaschistischen und anarchistischen Bewegung, wurde in Frankreich verhaftet und an die italienischen Behörden übergeben. Bis zum Ende des Krieges musste sie im Gefängnis verbleiben und wurde nach ihrer Freilassung eine der „prominentesten und aktivsten Anarchistinnen in Italien“.
1936 emigrierte Marie-Louise Berneri nach Großbritannien, heiratete Vernon Richards
und bekam die britische Staatsangehörigkeit. Ihre Schwester, Giliane Berneri, blieb in Frankreich und studierte Psychologie. Nach dem Krieg wurde auch sie in der anarchistischen Bewegung aktiv. Marie-Louise Berneri beteiligte sich bei der Zeitschrift Freedom und wurde
durch ihre internationalen Kontakte sowie dank ihrer Sprachkenntnisse (italienisch, französisch, spanisch) eine bedeutende Aktivistin der englischen anarchistischen Bewegung. Sie war unter anderem mit Tom Keell („Freedom Press“) und George Orwell befreundet.

## Wirken
1939 schrieb Berneri für die Zeitschrift War Commentary und wurde 1945 eine der vier Redakteure. Sie war ein führendes Mitglied der „Freedom-Gruppe“, die das Freedom Bulletin und die Zeitschrift Freedom herausgab, im spanischen Bürgerkrieg und im Zweiten Weltkrieg, bis zu ihrem Tod. 1945 wurde sie wegen ihrer Beteiligung bei War Commentary mit den drei anderen Redakteuren verhaftet. Berneri wurde freigesprochen, da Eheleute, juristisch gesehen, keine gemeinsame Verschwörung begehen konnten.
In Großbritannien war sie, beginnend mit ihrem Aufsatz Sexualität und Freiheit, eine der ersten Autoren, die die Werke von Wilhelm Reich zur Diskussion brachten. Berneri veröffentlichte nebst ihren zahlreichen Artikeln in der Zeitschrift Freedom eine neue Ausgabe von Errico Malatestas Anti-Wahl-Flugschrift aus dem Jahr 1890 und mit Workers in Stalin’s Russia eine detaillierte Broschüre über die Situation der Arbeiter im stalinistischen Russland. 1948 besuchte Berneri als Mitglied der britischen Delegation die Internationale anarchistische Konferenz in Paris. Ihre Mutter und ihre Schwester kamen als Mitglieder der italienischen und französischen Delegationen ebenfalls zu dieser Konferenz.
In ihrem Buch Reise durch Utopia schrieb sie: „Das Ziel dieses Buches war ein allgemeiner Überblick über das utopische Denken vom antiken Griechenland bis zum heutigen Tag.“ Sie setzte sich kritisch mit verschiedenen Utopien unter anderem von Platon, Morus und Bacon auseinander und kam zu der Schlussfolgerung: „Utopien, die diese Probe bestehen, sind gegen die Konzeption eines zentralisierten Staates, sind für die Vereinigung freier Gemeinschaften, wo das Individuum seine Persönlichkeit entfalten kann, ohne der Zensur oder einem künstlichen Kodex unterworfen zu sein, wo die Freiheit nicht nur ein abstrakter Begriff ist, sondern in konkreter Arbeit deutlich wird, sei es die des Malers oder des Maurers. […] Nur wenn die Utopie auf ein ideales Leben weist, ohne zum Plan, das heißt zur leblosen Maschine zu werden, die dem Lebendigen übergestülpt wird, so wird sie tatsächlich zur Verwirklichung des Fortschritts“.
Ivan Avacumovic und George Woodcock widmeten ihre Biografie über Pjotr Kropotkin, The Anarchist Prince (1950), Marie-Louise Berneri mit den Worten: „Eine echte Nachfolgerin Kropotkins“.

## Werke
- 1944: Workers in Stalin’s Russia. Broschüre, Freedom Press, London 1944.

- 1950: Journey (Voyage) through Utopia. Vorwort von George Woodcock. 1st edition: Verlag Routledge & Kegan Paul, London 1950.
  - deutsch: Reise durch Utopia. Literaturgeschichte der Utopien von der Antike bis zur Gegenwart. 304 Seiten. Kramer-Verlag, ISBN 3-87956-104-4, Berlin 1982.[15]

- 1952: Neither East nor West. Selected writings. "Marie-Louise-Berneri-Memorial-Committee" & Freedom Press, London 1952.

- 1981: mit Charlatan Stew: Our kingdom is a prison. Verlag Charlatan Stew, 1981.

## Nachweise
1. ↑  Autor: David Goodway. Anarchism and the welfare state: the Peckham Health Centre (Memento des Originals vom 12. Januar 2012 im Internet Archive)  Info: Der Archivlink wurde automatisch eingesetzt und noch nicht geprüft. Bitte prüfe Original- und Archivlink gemäß Anleitung und entferne dann diesen Hinweis.. Zitat: „Berneri’s daughter, Marie Louise (originally Maria Luisa), also outstandingly gifted, left France to live with Richards in London (until her tragically premature death in 1949 at the age of 31)“. Abgerufen am 5. Dezember 2011
2. ↑  Biografie.
Vom 20. September 2004. Englisch, abgerufen am 4. Dezember 2011
3. ↑  Autor: Huub Sanders. April 2010, im IISG. Niederländisch, abgerufen am 5. Dezember 2011
4. ↑  Kurzangaben über M.-L. Berneri. Zitat: „Maria Luisa Berneri took on the french version of her name and went to study psychology at the Sorbonne in the mid-1930s“. Abgerufen am 5. Dezember 2011
5. ↑  Luigi Camillo Berneri, Biografie. Abgerufen am 13. April 2019
6. ↑  Biografie. Vom 20. Sept. 2004. Englisch, abgerufen am 5. Dezember 2011
7. ↑  Kurzangaben über Vernon Richards. Zitat: „Vernon Richards (1915–2001), whose real name was Vero Recchioni, was born in London as the son of Italian political refugees. He worked as a publicist in England for over sixty years and helped his father with his propaganda campaign against the Mussolini regime. In 1936 he and Camillo Berneri published the bilingual anarchist paper Italia Libera/Free Italy. In that year he also started publishing Spain and the World, which was renamed Revolt in 1939 and War Commentary at the outbreak of World War II“. Im IISG, Amsterdam. Englisch, abgerufen am 5. Dezember 2011.
8. ↑  Vgl. hierzu auch zur (Freedom Press Gruppe): John Rodden: Gorge Orwell: The Politics of Literary Reputation. Seite 167 . Google Books. Kurzangaben Online verfügbar
9. ↑  Lou Marin: George Orwell und der Anarchismus. Persönliche Freundschaften und theoretische Feindschaften. In: Trend Onlinezeitung. Mai 1999, abgerufen am 17. Februar 2023: „Direkt nach seiner [George Orwell] Rückkehr aus Spanien sprach ihn Emma Goldman an und er wurde von ihr überzeugt, der anarchistischen "Internationalen Antifaschistischen Solidarität", einer englischen Solidaritätsorganisation für Spanien, beizutreten. Dort lernte er Rebecca West, Herbert Read, Vernon Richards und Marie-Louise Berneri kennen und mit letzteren blieb eine persönliche Freundschaft bis zu seinem Tod bestehen“
10. ↑  Vgl. hierzu: Donald Rooum: Freedom. Freedom Press and Freedom Bookshop; S. 3: „When the Spanish civil War broke out in 1936, Vernon Richards, known as Vero, […] started a newspaper called Spain and the World in support of the Spanish anarchists. […] with Tom Keell as publisher and Lilian Wolfe, now aged 60, as administrator. Lilian often stayed in London with Vero and his companion Marie-Louise Berneri. She stayed on as administrator and manager of Freedom Bookshop until the age of 95.“ Online verfügbar. PDF
11. ↑  Huub Sanders: War Commentary. In: IISG, Amsterdam, April 2010.
12. ↑  George Woodcock: Anarchismus: A History of Liberterian Ideas and movements; S. 383
13. ↑  Biografie bei libcom.org, abgerufen am 16. Oktober 2017.
14. ↑  Zitat aus Berneri, 1950: Einführung zu Reise durch Utopia – bei sterneck.net, deutsch, abgerufen am 4. Juli 2017.
15. ↑  Berneri 1950 (Utopia) – Vorwort von George Woodcock (kanadischer Historiker)

| Personendaten    | Personendaten            |
| ---------------- | ------------------------ |
| NAME             | Berneri, Marie-Louise    |
| ALTERNATIVNAMEN  | Berneri, Maria Luisa     |
| KURZBESCHREIBUNG | italienische Anarchistin |
| GEBURTSDATUM     | 1. März 1918             |
| GEBURTSORT       | Arezzo (Italien)         |
| STERBEDATUM      | 13. April 1949           |
| STERBEORT        | London (Großbritannien)  |